# Rocabruna (Camprodon)

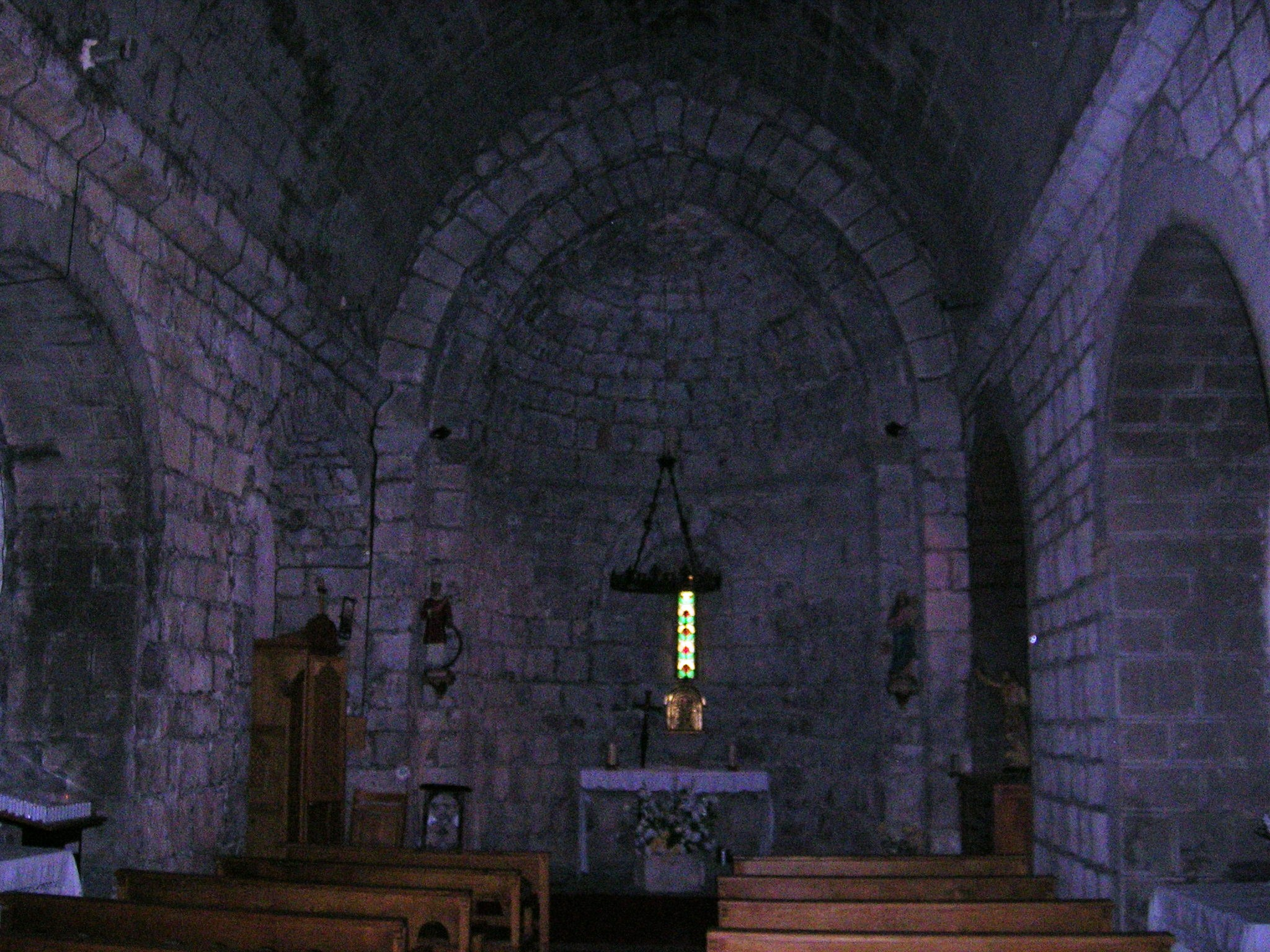
Interior de l'església de Sant Feliu de Rocabruna

Rocabruna és una entitat de població del municipi de Camprodon (Ripollès).
Rocabruna era un ens local resultant de l'Antic Règim Senyorial a principis del Segle XIX. Llavors va ser agregat al municipi constitucional de Beget el 1846. El 1967 però Beget va ser incorporat al seu torn a Camprodon, de tal forma que Rocabruna va canviar la seva adscripció comarcal de la Garrotxa al Ripollès.
El 2005 aquest poble tenia 70 habitants.
Cal destacar l'existència de les restes del Castell de Rocabruna. El castell domina un turó envoltat de cingles, el Tossal del Castell, i la seva altitud (995 m) ofereix al visitant unes vistes molt interessants sobre el Pirineu i l'Alta Garrotxa. Els seus orígens es remunten al segle x (hi ha documentació del 1070), i actualment està abandonat. Sembla que el nom del castell prové del color del sòl i de les pedres de l'entorn (i de les que formen part dels murs), que és molt ennegrit o bru.
Un altre element destacable és l'església romànica de Sant Feliu de Rocabruna, del segle xi.

## Edificis singulars
- Castell de Rocabruna
- La Masó
- Molí d'en Sorolla
- El relliquer o comunidor
- Església de St. Feliu de Rocabruna

## Cases rurals
A Rocabruna hi ha diverses cases rurals:
- Casa rural Can Soler de Rocabruna
- Casa Etxalde
- Casa Rural Can Castell de Rocabruna

## Mines de Rocabruna
A prop del castell s'hi troben la mina de Les Ferreres, la qual va començar a ser explotada pels romans per extreure'n or i plata. Van estar actives fins a l'any 1966, tot i que darrerament només se n'extreia coure i ferro. En l'actualitat, la intenció dels veïns és que puguin ser visitables pels escolars i, puguin tenir efecte en l'economia de la vall.